# Gare d'Imari
La gare d'Imari (伊万里駅, Imari-eki) est une gare ferroviaire de la ville d'Imari, dans la préfecture de Saga au Japon. Elle est exploitée par les compagnies JR Kyushu et Matsuura Railway.

## Situation ferroviaire
La gare d'Imari est située au point kilométrique (PK) 13,0 de la ligne Nishi-Kyūshū. Elle marque la fin de la ligne Chikuhi.

## Histoire
La gare a été inaugurée le 7 août 1898.

## Service des voyageurs

### Accueil
Chaque compagnie possède son bâtiment voyageurs, reliés entre-eux par une passerelle piétonne.

### Desserte

#### JR Kyushu
- Ligne Chikuhi :
  - direction Karatsu

#### Matsuura Railway
- Ligne Nishi-Kyūshū :
  - voie 1 et 2 : direction Sasebo
  - voie 3 : direction Arita